# I Liga 1968/1969
Ekstraklasa 1968/69 byla nejvyšší polskou fotbalovou soutěží. Vítězem se stal a do Poháru mistrů evropských zemí 1969/70 se kvalifikovala Legia Warszawa. Do Veletržního poháru se kvalifikoval Ruch Chorzów. Účast v Poháru vítězů pohárů 1969/70 si zajistil vítěz poháru Górnik Zabrze.
Soutěže se zúčastnilo celkem 14 celků, soutěž se hrála způsobem každý s každým doma-venku (celkem tedy 26 kol) systémem podzim-jaro. Sestoupily poslední 2 týmy.

## Tabulka
| Poř. | Tým                    | Z  | V  | R  | P  | VG | OG | B  |
| ---- | ---------------------- | -- | -- | -- | -- | -- | -- | -- |
| 1.   | Legia Warszawa         | 26 | 14 | 10 | 2  | 56 | 26 | 38 |
| 2.   | Górnik Zabrze          | 26 | 13 | 9  | 4  | 36 | 15 | 35 |
| 3.   | Polonia Bytom          | 26 | 13 | 7  | 6  | 52 | 27 | 33 |
| 4.   | Szombierki Bytom       | 26 | 9  | 8  | 9  | 31 | 31 | 26 |
| 5.   | Zagłębie Sosnowiec     | 26 | 10 | 6  | 10 | 28 | 29 | 26 |
| 6.   | Ruch Chorzów           | 26 | 10 | 6  | 10 | 23 | 28 | 26 |
| 7.   | Wisla Krakov           | 26 | 8  | 9  | 9  | 22 | 22 | 25 |
| 8.   | GKS Katowice           | 26 | 8  | 9  | 9  | 29 | 34 | 25 |
| 9.   | Odra Opole             | 26 | 10 | 3  | 13 | 37 | 43 | 23 |
| 10.  | Zagłębie Wałbrzych (N) | 26 | 7  | 9  | 10 | 20 | 33 | 23 |
| 11.  | Pogoń Szczecin         | 26 | 8  | 7  | 11 | 24 | 36 | 23 |
| 12.  | Stal Rzeszów           | 26 | 5  | 11 | 10 | 18 | 24 | 21 |
| 13.  | Śląsk Wrocław          | 26 | 7  | 7  | 12 | 22 | 38 | 21 |
| 14.  | ROW Rybnik (N)         | 26 | 7  | 5  | 14 | 32 | 44 | 19 |

|  | Pohár mistrů evropských zemí 1969/70 |
|  | Pohár vítězů pohárů 1969/70          |
|  | Veletržní pohár 1969/70              |
|  | Sestup do I ligy                     |

## Nejlepší střelci
|    |        | hráč                 | tým            | PG |
| -- | ------ | -------------------- | -------------- | -- |
| 1. | Polsko | Włodzimierz Lubański | Górnik Zabrze  | 22 |
| 2. | Polsko | Jan Banaś            | Polonia Bytom  | 14 |
| 3. | Polsko | Kazimierz Deyna      | Legia Warszawa | 12 |

## Soupiska mistra
Władysław Grotyński (26/0) - Henryk Apostel (3/0), Bernard Blaut (26/2), Zygfryd Blaut (8/0), Lucjan Brychczy (25/6), Kazimierz Deyna (26/12), Robert Gadocha (26/9), Jacek Gmoch (2/0), Jerzy Kasalik (1/0), Wiesław Korzeniowski (12/1), Horst Mahseli (4/1), Jerzy Nejman (1/0), Feliks Niedziółka (25/0), Jan Pieszko (19/7), Władysław Stachurski (22/2), Antoni Trzaskowski (26/0), Andrzej Zygmunt (24/2), Janusz Żmijewski (21/8) - trenér Jaroslav Vejvoda